# Mizaga racovitzai
Mizaga racovitzai is een spinnensoort in de taxonomische indeling van de kaardertjes (Dictynidae).
Het dier behoort tot het geslacht Mizaga. De wetenschappelijke naam van de soort werd voor het eerst geldig gepubliceerd in 1909 door Jean-Louis Fage.